# 수색자 (2021년 영화)
《수색자》는 2021년에 개봉한 대한민국의 영화이다.

## 캐스팅
- 송창의: 강성구 대위 역
- 송영규: 백영철 중령 역
- 이현균: 김택진 군의관 역
- 장해송: 조성훈 중위 역
- 도은비: 임소연 중위 역
- 김철윤: 배영국 중사 역
- 김지웅: 유상태 병장 역
- 김영재: 장성호 상병 역
- 김광배: 한민석 병장 역
- 박상원: 박경수 상병 역
- 장원석: 송태훈 상병 역
- 정찬우: 김준수 일병 역
- 윤우: 최도철 일병 역
- 강민성: 민영식 이병 역
- 김정욱: 박일수 병장 역
- 손원익: 고태석 상병 역
- 조유신: 김유신 상사 역
- 김윤배: 홍 중위 역
- 김민성: 오 소령 역
- 이용우: 이 대위 역
- 이상우: 2소대장 역
- 김주현: 황 병장 역
- 이준: 상황병 역
- 박재관: 당번병 역
- 서진혁: 일직병 역
- 박민현: 사단취사병 / 사진기자 5 역
- 강영일: 발표준장 역
- 이성교: 보좌관 1 역
- 최홍규: 보좌관 2 역
- 김현우: 보좌관 3 역
- 이관욱: 보좌관 4 역
- 신준호: 헌병 1 역
- 허준호: 헌병 2 역
- 석현: 헌병 3 역
- 이현우: 헌병 4 역
- 김도연: 헌병 5 역
- 나영민: 헌병 6 역
- 박유진: 기자 1 역
- 이지영: 기자 2 역
- 최원준: 기자 3 역
- 최동욱: 기자 4 역
- 장규미: 기자 5 역
- 이재영: 기자 6 역
- 하은유: 기자 7 역
- 최민우: 기자 8 역
- 송민석: 기자 9 역
- 김나영: 기자 10 역
- 이정현: 기자 11 역
- 윤지희: 기자 12 역
- 김솜이: 기자 13 역
- 곽다윗: 기자 14 역
- 김태경: 기자 15 역
- 장민수: 기자 16 역
- 김근아: 기자 17 역
- 황유경: 기자 18 역
- 장윤재: 사진기자 1 역
- 박순수: 사진기자 2 역
- 류한선: 사진기자 3 역
- 안채연: 사진기자 4 역
- 한은하: 사진기자 6 역
- 이민규: 사진기자 7 역
- 형나리: 사진기자 8 역
- 도정원: 사진기자 9 역
- 윤동남: 사진기자 10 역
- 문성욱: ENG 카메라맨 1 역
- 박세리: ENG 카메라맨 2 역
- 문지환: ENG 카메라맨 3 역
- 양광욱: ENG 카메라맨 4 역
- 김태원: ENG 카메라맨 5 역
- 김상우: ENG 카메라맨 6 역
- 윤동선: 6mm 카메라맨 1 역
- 하승준: 6mm 카메라맨 2 역
- 박하진: 6mm 카메라맨 3 역
- 노혜영: 6mm 카메라맨 4 역
- 박세진: 6mm 카메라맨 5 역
- 박태양: 6mm 카메라맨 6 역
- 신경희: 박 병장 어머니 역
- 윤배: 임 중위 아버지 역
- 이명준: 통신병 역